# Westfália
Westfália là một đô thị thuộc bang Rio Grande do Sul, Brasil. Đô thị này có diện tích 63,702 km², dân số năm 2007 là 2716 người, mật độ 42,64 người/km².